# Julia Misbehaves
Julia Misbehaves is een film uit 1948 onder regie van Jack Conway. Greer Garson en Walter Pidgeon spelen de hoofdrollen. De film is gebaseerd het boek The Nutmeg Tree van Margery Sharp. Garson leerde op de set van deze film haar toekomstige echtgenoot E.E. Fogelson kennen. Actrice Elizabeth Taylor gaf hierin haar eerste filmzoen.

## Verhaal
Julia Packett is een arme actrice en zangeres die zich staande probeert te houden in het Londen van 1936. Buiten haar werk om brengt ze haar tijd door met Benny Hawkins. Hij is degene die haar regelmatig uit de schulden haalt. Wanneer Julia's dochter haar uitnodigt voor haar bruiloft in Frankrijk, is Benny ook degene die haar ticket betaalt.
Het leven van de Packetts in Frankrijk kent geen problemen. Ze zijn steenrijk en wisten zelfs artiest Ritchie Lorgan in te huren om van het huwelijkskoppel karikaturen te schilderen. Mrs. Packett wil niet dat Julia op de bruiloft aanwezig zal zijn en stuurt haar zoon William naar Parijs om haar te misleiden. William trouwde 18 jaar eerder met Julia, toen hij nog een soldaat in de Eerste Wereldoorlog was. Zijn moeder was tegen haar levensstijl en overtuigde haar zoon om met haar te breken.
Op de boot naar Frankrijk ontmoet Julia de gebroeders Gheneccio. De Gheneccio broers zijn allen acrobaten en Julia krijgt een oogje op de oudste van de vijf, Fred. De broers zijn onderweg naar Parijs voor een show, begeleid door hun moeder. Als zij echter moet terugkeren, neemt Julia haar plaats in. Om die reden komt William haar niet tegen, maar betaalt een man om haar op te sporen. Uiteindelijk ziet hij haar in de show, die succesvol verloopt. Na het optreden doet Fred een huwelijksaanzoek, maar Julia vertrekt onmiddellijk naar de bruiloft.
Als ze bij huize Packett aankomt, krijgt ze onmiddellijk van Mrs. Packett te horen niet welkom te zijn. Na een ruzie stemt ze ermee in niet naar de bruiloft te komen. Wel eist ze haar dochter Susan te zien. Dit doet ze en ze hebben onmiddellijk een band met elkaar. Dit resulteert erin dat Susan haar alsnog uitnodigt voor de bruiloft. Julia deelt al snel veel ideeën mee voor de bruiloft, die alle het tegenovergestelde blijken te zijn van die van Mrs. Packett. Ondertussen wordt William opnieuw verliefd op haar.

## Rolverdeling
| Acteur           | Personage                         |
| ---------------- | --------------------------------- |
| Greer Garson     | Julia Packett                     |
| Walter Pidgeon   | William Sylvester Packett         |
| Peter Lawford    | Ritchie Lorgan                    |
| Elizabeth Taylor | Susan Packett                     |
| Cesar Romero     | Fred Ghenoccio                    |
| Lucile Watson    | Mrs. Packett                      |
| Nigel Bruce      | Kolonel Bruce 'Bunny' Willowbrook |
| Mary Boland      | Mrs. Gheneccio                    |
| Reginald Owen    | Benny Hawkins                     |
| Henry Stephenson | Lord Pennystone                   |
| Aubrey Mather    | The Vicar                         |
| Ian Wolfe        | Butler Hobson                     |